# Théophile Roger-Marvaise
Théophile Roger-Marvaise, né le 7 juillet 1831 à Saint-Étienne-en-Coglès (Ille-et-Vilaine) et mort le 25 août 1909 à Paris, est un homme politique français.

## Biographie
Docteur en droit en 1858, il achète une charge d'avocat au Conseil d’État. Après un échec en février, il est élu représentant d'Ille-et-Vilaine aux élections complémentaires du 2 juillet 1871. Il siège à gauche et s'occupe de questions financières et de législation. Battu aux sénatoriales en Ille-et-Vilaine en janvier 1876, il est élu député en février, et fut l'un des 363 qui refusent la confiance au gouvernement de Broglie le 16 mai 1877. Il est sénateur d'Ille-et-Vilaine de 1879 à 1888. Il est président du conseil général d'Ille-et-Vilaine de 1892 à 1897 et maire de Saint-Pierre-de-Plesguen de 1898 à 1907.

## Sources
- « Théophile Roger-Marvaise », dans Adolphe Robert et Gaston Cougny, Dictionnaire des parlementaires français, Edgar Bourloton, 1889-1891 [détail de l’édition]
- « Théophile Roger-Marvaise », dans le Dictionnaire des parlementaires français (1889-1940), sous la direction de Jean Jolly, PUF, 1960 [détail de l’édition]